# Arne Vodder
Arne Vodder (16 février 1926 – 27 décembre 2009) est un concepteur danois de mobilier, ami proche et associé de Finn Juhl dont il fut l'élève.